# Pseudocitharina
Pseudocitharina es un género de foraminífero bentónico considerado un sinónimo posterior de Citharina de la subfamilia Vaginulininae, de la familia Vaginulinidae, de la superfamilia Nodosarioidea, del suborden Lagenina y del orden Lagenida. Su especie tipo era Marginulina colliezi. Su rango cronoestratigráfico abarcaba el Liásico superior (Jurásico inferior).

## Clasificación
Pseudocitharina incluía a la siguiente especie:
- Pseudocitharina colliezi †